# 踊る!さんま御殿!!
『踊る!さんま御殿!!』（おどるさんまごてん、英称：DANCING SANMA PALACE）は、日本テレビ系列で1997年10月28日から毎週火曜20:00 - 21:00（JST）に放送されているトークバラエティ番組。並びに司会を務める明石家さんまの冠番組。
通称は「さんま御殿」「踊る御殿」「御殿」。ハイビジョン放送（2004年10月から）、ステレオ放送、文字多重放送を実施している。

## 概要
毎回12人前後のゲストを「さんま御殿」に招き入れ、毎回テーマとなる「ひとこと体験談」に沿った自分の身の回りで起こった出来事や過去の体験談を、主人であるさんまが指名した順に語っていくトーク番組。司会を務めるさんまは、「御殿の主人」という設定。第1回放送のゲストは奥貫薫、キャイーンの天野ひろゆき・ウド鈴木、小西克哉、しりあがり寿、寿美花代、つぶやきシロー、ナインティナインの岡村隆史・矢部浩之、中尾彬、中森友香、濱田マリ、辺見えみり、吉田照美（順不同）の14名。
ゲストの人選について番組開始当初は不特定他世代を集めていたが、2010年代以降は特定のテーマ（「神経質VSガサツ」、「バツイチVS独身」「二世芸能人」「声優特集」「私鉄沿線者vs JR沿線者」ほか多数）を基に集められることが多くなっている。
元々は、同局で放送されていた同じくさんま司会の『恋のから騒ぎ』の芸能人版というコンセプトで当番組がスタートした。
番組タイトル名は、総監督の菅賢治曰く、立ち上げ時の会議で『踊るさんま』までは決まっていたが、その後に続く言葉が決まらなかった。その後帰宅した菅が衛星放送をザッピングしていたところ、偶然にも『歌ふ狸御殿』が放映されており、これをヒントにして翌日の会議で『踊る!さんま御殿!!』という案を提案し決定されたと語っている。
さんまの意向により「恋のから騒ぎ」同様、近年のトークバラエティ番組としては珍しく、番組本編中においては出演者の発言をなぞってテロップに表示する演出や突っ込みのテロップを全く使用しておらず（予告や「今週の踊る!ヒット賞!!」に選ばれた出演者の発言、ひとこと体験談のVTR、年内最後のスペシャルでの総集編を除く）、ゲストが話し終わった後に「ゲストが話した内容の要約」を表示するのみである。
かつてオープニングでは、その日に招待されたゲストが控え室で談笑し、そこでゲストが他のゲストに対する質問をナレーターが紹介するコーナーが設けられていたが、2007年からはこのコーナーが廃止となり、出演者紹介から始まっている。オープニングCGからスタジオに移る際は必ず、「お願いします」と挨拶しながら「主人の部屋」からトークセットに移動するさんまの様子を映しながらその放送回に合わせた決まり文句をナレーションして番組が開始。その回のテーマなどについてトークした後、初登場のゲストを一組ずつ紹介しながらプロフィールについてトークし、最初の「ひとこと体験談」に入る。また、「ひとこと体験談」の数が当初は1つのテーマにつき2つであったが、その後4つ→2つ→3つと推移している。エンディングでは、「○○さんのリクエストで○○をご用意しました。皆様どうかごゆっくりとお召し上がり下さい」とのナレーションが流れる中、ゲストのリクエストの料理を食べ、合間にゲストがトークの反省など一言を言う流れになっている。
2009年10月からは当番組の前に放送されている「SUPER SURPRISE」→「火曜サプライズ」が放送時間を2分短縮する関係から、19:56放送開始となった。現在は字幕放送であるが、開始当初はリアルタイム字幕放送を採用し、字幕は音声認識で表示されていた。また、司会の明石家さんまの声のみ黄色の字幕で表示される。2010年4月27日放送分から地上アナログ放送では画角16:9のレターボックス放送に移行した。2021年8月10日放送分から1か月間にわたり、20:00開始の回以降と19:56開始の回と20:00開始の回が交互に放送されていていた。20:00開始の場合は制作局の日本テレビでは前番組が19:54に終了し、当番組のクロスプログラムを挟んで、19:54 - 20:00は20:54と入れ替わる形で「もうすぐさんま御殿」というミニ番組が放送される。これに伴い後番組の「ザ!世界仰天ニュース」とステブレレス接続となる方式を試験的に導入していた。2022年4月改編で長らく実施してきたフライングスタートを廃止し、実に24年ぶり20:00放送開始に戻った。
番組自体は1999年頃から人気が安定し始め、視聴率も20%を超える回も出るようになった。現在は12% - 18%で概ね好調をキープしている。2013年2月19日放送の3時間スペシャルでは他局の裏番組を大きく引き離す19.5%の高視聴率を記録した。但し開始当初は巨人戦中継、2000年代後半以降は特別番組（「ものまねグランプリ」を含む単発のほか、同時間帯のレギュラー番組の拡大版）が編成されて休止することも多く、時期によっては月一回程度の放送になることもある。
2020年以降は新型コロナウイルス感染症対策として収録体制が変更され、入場口が無くなったため入場時のナレーションも廃止され、開始から板付きの状態となっていた。また、エンディングでゲストが食事を行うパートも廃止された。
その後、前述の2022年4月放送分からは「もうすぐさんま御殿」において入場時の演出が復活することになった。
自身も2度出演したことのある評論家の宮崎哲弥は本番組について、司会のさんまが番組中に行う「ネタふり」に対して出演者が過敏に反応し適切な対応ができなければ2度とオファーが来ないため、極めて緊張感の高い現場であると述べている。また自身も1度出演したことのある土屋礼央（RAG FAIR）も、司会のさんまにトークを振られた際にある程度ウケたが、後で放送を見てみるとウケたにもかかわらず完全に話した場面が全カットされ、さらっと顔出しと名前テロップだけに編集されており、ほぼ写らない状態にされていてショックだったと述べている。その一方、後述するように本番組で結果を残したタレントは再ブレイクを果たすことが多いから、「オーディション番組」「若手の登竜門」と呼ばれることがある。
日本テレビの一部系列では再放送を週末昼間を中心に行っている。
2017年10月以降はスタジオの観客の笑いと拍手が多くなったが、VTR映像のみは通常通りの笑い声のみとなっている。

## 出演者
司会（御殿の主人）
- 明石家さんま

トーク中は自身をモチーフとしたオリジナルの指し棒（デザインはドラキュラ伯爵、ピエロを経て、現在は「怪獣の被り物をしたさんま」である)を持っており、ゲストのトークが面白いと大笑いしながら指し棒をテーブルに何度も叩き付ける光景がよく見られる。なお、指し棒は叩いた時の衝撃に耐えられるように、中身は空洞になっている。1990年代にスタートしたこの番組だが、当時期首特番として放送されていた特別番組、スーパークイズスペシャルには、「とんねるずの生でダラダラいかせて!!」のとんねるず同様になぜか、さんまも出演しなかった。出演なしの理由は不明だが、御殿チームとして司会のさんまは出演せず、常連のゲストが代わりに出場する異例の形が取られていた。
ゲスト
- 芸能人や各界の著名人（12人前後）

ゲストはジャンルを問わず幅広く出演している。また、YouTuberや声優のようにテレビ出演する機会が少ない分野からの出演もある。このうち舞台を中心に活躍している個性派俳優がこの番組をきっかけにしてブレイクしたケースが多いことでも知られており、過去に、温水洋一、酒井敏也、伊藤俊人などがこの番組をきっかけにしてブレイクした。また、黒沢年雄、秋野太作、志垣太郎らベテラン俳優がバラエティで活躍するきっかけともなった。一方若手では滝沢カレン、丸山桂里奈、髙橋ひかるなどが出演をきっかけにブレイクしている。
初登場のゲストは、名前のテロップ表示時に名前の上に「初登場」と表示される。
これまでの最多は50人、最少は7人。
再現VTR出演者
- 市川佳代子、東間照代、臼井志保、古野あきほ

後述する「再現VTR傑作選」では特定の出演者をピックアップする場合があり、出演者に対するインタビューも行われている。

## 放送リスト

### 2022年
| 放送回 | 放送日   | 出演者                           |
| ------ | -------- | -------------------------------- |
|        | 7月26日  | 関智一、古谷徹、宮田俊哉         |
|        | 12月20日 | 森久保祥太郎、松田元太、宮近海斗 |

## 特別番組
改編期には放送時間を拡大し、「踊る踊る!さんま御殿!!」（2ブロック、2時間スペシャルの場合）、「踊る踊る踊る!さんま御殿!!」（3ブロック、3時間スペシャルの場合）のタイトルで放送される。すなわち、放送時間が1時間拡大するごとに「踊る」の文字が1つ増える。スペシャルではオープニングのBGM「Hanky Panky」のイントロ部分が「踊る」の数だけ繰り返される演出が施される。年末年始に放送される4時間（または4時間半）スペシャルに関しては「超踊る!さんま御殿!!」として放送される。しかし、2019年に入ってからはスペシャルの場合、「踊る」を使用せず「○（季節）の超特大さんま御殿!!」またはタイトル改題せず、通常放送時のタイトルのまま放送される。
- 2005年9月27日の3時間スペシャルには、バラエティ番組（「行列のできる法律相談所」、「ぐるぐるナインティナイン」）、情報・報道・スポーツ番組（「おもいッきりテレビ」、「ザ・ワイド」、「真相報道 バンキシャ!」など）の出演者が参加。ゲストにはさんまと共演機会が少ないみのもんた（フジテレビの「27時間テレビ」以来3年2か月ぶり）が出演した（なお、この日の「火曜サスペンス劇場」は、一時間繰り下げて放送）。
- 2014年12月30日18:30 - 23:00には、放送回数500回突破を記念して、過去最長となる4時間半スペシャル「超踊る!さんま御殿!!2871人の名場面大放出 4時間30分大忘年会SP」が放送された。17年間（ゲスト総数2871人）の傑作トークを放送したほか、名物ゲストとして番組を支えてきた「さんま御殿オールスター」が集結した。
- 2016年1月5日19:00 - 22:54には「超踊る!さんま御殿!!恋のから騒ぎ大復活!新春4時間初笑いSP」が放送された。4部構成となり、第3部では恋のから騒ぎ卒業生10名[注 15]をメインに、関根勤、所ジョージをスペシャルゲストに迎え、イマドキ女子4人[注 16]も加わってトークを展開した。
- 2017年10月3日19:00 - 21:54には、放送開始20周年を記念して「踊る踊る踊る!さんま御殿!!超豪華ゲスト夢の共演20周年危ない生放送祭」が放送された。このスペシャルでは、番組初となる生放送パートが21時台に設けられている。
- 2022年10月11日19:54 - 22:54には、放送開始から25周年を記念して「祝!25周年さんま御殿 超豪華ゲスト夢の共演 さんまに本音が爆発祭」が放送された。
- 2024年11月19日20:15 - 21:54には、本番組の前に放送している「ヒューマングルメンタリー オモウマい店」（中京テレビ制作）とのコラボ番組、「超合体!オモウマいさんま御殿!!笑いでおもてなしSP」が放送された。

| 放送リスト（2018年 年末特番以降） | 放送リスト（2018年 年末特番以降） | 放送リスト（2018年 年末特番以降） | 放送リスト（2018年 年末特番以降）                                    | 放送リスト（2018年 年末特番以降） | 放送リスト（2018年 年末特番以降） |
| 放送年                            | 放送日                            | 季節                              | タイトル                                                             | テーマ/ゲスト | 備考                              |
| --------------------------------- | --------------------------------- | --------------------------------- | -------------------------------------------------------------------- | --- | --------------------------------- |
| 2018年                            | 12月28日                          | 冬 （超踊る!）                    | 超踊る! さんま御殿!! サンタ美女と菅田将暉 大泉洋が暴走4時間祭        | <2世SP> エレナ・アレジ・後藤、岡田朋峰、香音、古賀玄暉、高橋佑奈、滝川光、NOAH、林家たま平、薬丸玲美、 矢島名月、矢島愛弥、渡辺裕太<今年話題の有名人> 阿佐ヶ谷姉妹、池田美優、今田美桜、宇野祥平、大泉洋、岡井千聖、SHELLY、菅田将暉、髙橋ひかる、 中岡創一（ロッチ）、袴田吉彦、福原遥、古市憲寿<モテ美女VSモテない女芸人> 尼神インター、いとうあさこ、オアシズ、丘みどり、川田裕美、黒沢かずこ（森三中）、鈴木ちなみ、高島礼子、 高見侑里、堀田茜、若尾綾香<さんま御殿ベストセレクション> 宇佐美蘭、王林（当時りんご娘）、小峠英二（バイきんぐ）、斉藤慎二（ジャングルポケット）、滝沢カレン、 ハリセンボン、丸山桂里奈、みやぞん（ANZEN漫才）、ゆきぽよ、リョウガ（超特急）、若槻千夏                                                        | 4時間SP （19:00 ‐ 22:54）         |
| 2019年                            | 3月26日                           | 春 （踊る踊る!）                  | 踊る踊る! さんま御殿!! 豪華アスリート大集結 話題の美女が大騒ぎSP     | <アスリート大集合SP> 赤星憲広、伊藤雅雪、植草歩、大場美和、河村元美、杉山愛、高山樹里、武井壮、田中理恵、成田緑夢、林奎介、 原晋、吉田沙保里<話題の美女が大騒ぎSP> 紅蘭、小林由依（欅坂46）、菅井友香（当時 欅坂46）、佐藤エリ、柴田理恵、滝沢カレン、谷まりあ、たんぽぽ、 野村真美、三倉茉奈、渡辺直美 | 2時間SP （19:00 ‐ 20:54）         |
| 2019年                            | 4月16日                           | 春 （超特大）                     | 超特大 さんま御殿!! 坂上忍ヒロミ女子アナ 豪華芸能人が満開SP          | <平成生まれVS昭和生まれ> 岡田結実、霜降り明星、千鳥、デヴィ・スカルノ、中井りか、那須川天心、那須川由美子、矢島愛弥、ゆきぽよ、LiLiCo、渡辺美奈代<話題の有名人> 池田美優、小倉優子、くっきー（野性爆弾）、小林よしひさ、坂上忍、佐々木久美（日向坂46）、佐藤栞里、 SHELLY、チョコレートプラネット、ヒロミ、福島善成（ガリットチュウ）、美奈子<女芸人VS女子アナ> 尼神インター、尾崎里紗（日本テレビアナウンサー）、木佐彩子、紺野ぶるま、笹崎里菜（日本テレビアナウンサー）、 住吉美紀、玉木碧、ハリセンボン、枡田絵理奈、光浦靖子（オアシズ）、吉田明世 | 3時間SP （19:00 ‐ 21:54）         |
| 2019年                            | 7月16日                           | 夏 （超特大）                     | 夏の超特大 さんま御殿!! 菅田将暉とギラギラ女 大物2世ぶっちゃけ祭     | <2世芸能人> 木原実優、KU、紅蘭、小園凌央、下嶋兄、滝川光、辰吉寿以輝、田原可南子、野口絵子、浜口京子、Matt、 MADOKA、渡辺裕太<話題の芸能人SP> EXIT、春日俊彰（オードリー）、ガンバレルーヤ、小林克也、JOY、菅田将暉、高橋みなみ、滝沢カレン、 富田望生、りんごちゃん、わたなべ麻衣<分かり合えない男と女> 板橋駿谷、梅沢富美男、大久保佳代子（オアシズ）、河北麻友子、小峠英二（バイきんぐ）、小宮浩信（三四郎）、 武田真治、西山茉希、ハリセンボン、Mr.シャチホコ夫妻、ゆきぽよ | 3時間SP （19:00 ‐ 21:54）         |
| 2019年                            | 10月1日                           | 秋 （豊作祭）                     | 秋の豊作祭 さんま御殿!! 高畑充希&賀来賢人! 女子アナVSズケズケ女      | <話題の芸能人SP> 高畑充希、橋本愛、新田真剣佑、賀来賢人、広末涼子、稲田直樹（アインシュタイン）、上原りさ、王林、 ガンバレルーヤ、陣内智則、宮下草薙<女子アナvsズケズケ女> 雨宮萌果、泉ピン子、岩田絵里奈（日本テレビアナウンサー）、榎本麗美、大久保佳代子（オアシズ）、岡田結実、 皆藤愛子、菊池良子、河野景子、小林茉里奈（元 福岡放送アナウンサー）、佐藤仁美、中野美奈子、若槻千夏<分かり合えない男と女> 青木さやか、板橋駿谷、ケンドーコバヤシ、小峠英二（バイきんぐ）、五月千和加、滝沢カレン、立川志らく、 土屋アンナ、出川哲朗、原田龍二、m-flo Lisa（m-flo） | 3時間SP （19:00 ‐ 21:54）         |
| 2019年                            | 12月24日                          | 冬 （超踊る!）                    | 超踊る! さんま御殿!! サンタ美女が大騒ぎ! 超豪華有名人の聖夜祭        | <世代間トークバトル> 泉ピン子、神田松之丞、チョコレートプラネット、中尾明慶、生見愛瑠、ねお（Youtuber）、羽鳥慎一、ヒロミ、 向井地美音（AKB48）、村上佳菜子、村山輝星、矢田亜希子<今年話題の芸能人> 清野菜名、佐藤二朗、白石聖、アンジャッシュ、EXIT、中山秀征、ハリセンボン、宮下草薙<サンタ姿でクリスマス女子会> いとうあさこ、伊原六花、大久保佳代子（オアシズ）、唐田えりか、ガンバレルーヤ、菊池良子、薄幸（納言）、 土屋炎伽、デヴィ・スカルノ、寺田ちひろ、ファーストサマーウイカ、ブルゾンちえみ、若槻千夏<さんま御殿ベストセレクション2019> 稲田直樹（アインシュタイン）、王林、くわばたりえ（クワバタオハラ）、河野景子、小峠英二（バイきんぐ）、 SHELLY、高見侑里、滝沢カレン、富田望生、丸山桂里奈、みやぞん（ANZEN漫才）、ゆきぽよ | 4時間SP （19:00 ‐ 22:54）         |
| 2020年                            | 4月21日                           | 春 （超踊る!）                    | 超踊る! さんま御殿!! 中村倫也と春満開美女 大物2世ぶっちゃけ祭り      | <話題の有名人> 中村倫也、小芝風花、北村有起哉、富田望生、エイトブリッジ、織田信成、柴田英嗣（アンタッチャブル）、 滝沢カレン、ヒロミ<世代間トークバトル> 粟野咲莉、梅沢富美男、大久保佳代子（オアシズ）、小坂菜緒（日向坂46）、佐々木久美（日向坂46）、櫻井淳子、 松鳳山、末吉9太郎（CUBERS）、チョコレートプラネット、西野未姫、生見愛瑠、若槻千夏<2世芸能人> Ami、佳久創、岸天智、圭叶（KEYKA）、小柳心、下嶋兄、高橋真麻、天翔愛、西尾咲々、林家たま平、Matt、 薬丸玲美、夢弓 | 3時間SP （19:56 ‐ 22:54）         |
| 2020年                            | 7月7日                            | 夏 （超特大）                     | 夏の超特大 さんま御殿!! 激レア家族が大集合!! 浴衣女だらけで七夕祭    | <キッズ&ティーンに大人気!話題の激アツ芸能人SP> 井上あずみ、池田美優、小池美波（欅坂46）、紺野彩夏、霜降り明星、トラウデン直美、中島健人（Sexy Zone）、 水溜りボンド<女だらけ浴衣祭> 安斉かれん、大久保佳代子（オアシズ）、SHELLY、ハリセンボン、ファーストサマーウイカ、フワちゃん、ほのか、 本仮屋リイナ、矢田亜希子<芸能人家族SP> 関根勤、関根麻里、ブラザートム、小柳心、濱口優（よゐこ）、南明奈、ナヲ（マキシマム ザ ホルモン）、 マキシマムザ亮君（マキシマム ザ ホルモン）、ミチ、よしあき | 3時間SP （19:00 ‐ 21:54）         |
| 2020年                            | 9月15日                           | 秋 （超豪華）                     | 秋の超豪華 さんま御殿!! 最強2世軍団が大暴露! V6三宅健も参戦SP        | <話題の有名人が大集結SP> 犬飼貴丈、大原櫻子、岡田結実、吉川友、小峠英二（バイきんぐ）、高橋茂雄（サバンナ）、ぺこぱ、 箕輪はるか（ハリセンボン）、三宅健（当時V6）<親への不満大暴露!?最強2世SP> 愛原実花、Ami、尾花貴絵圭叶（KEYKA）、財津優太郎、すずき、虎太郎、紘毅、村田琳、渡辺裕太 | 2時間SP （19:00 ‐ 20:54）         |
| 2020年                            | 10月20日                          | 秋 （超特大）                     | 秋の超特大 さんま御殿!! 波瑠も人気者も大騒ぎ! 激ヤバ家族が大モメ祭り | <家族SP> 藤岡弘、、藤岡真威人、西村知美、西尾咲々、あべこうじ、高橋愛、本田望結、本田紗来、鬼越トマホーク、 KIN−CHAN<話題の有名人SP> 阿部華也子、ガンバレルーヤ、滝沢カレン、チョコレート、プラネット、トリンドル玲奈、中岡創一（ロッチ）、 波瑠、松下洸平<分かり合えない男と女 > アンタッチャブル、池田美優、大久保佳代子（オアシズ）、大悟（千鳥）、武田真治、戸塚純貴、 ファーストサマーウイカ、丸山礼、南果歩 | 3時間SP （19:00 ‐ 21:54）         |

## コーナー

### ひとこと体験談
視聴者からもテーマに沿った実際にあった出来事の投稿を募集しており、テーマの冒頭で再現ドラマを用いて3本が発表される。採用者には賞金53,000円が贈られる。賞金の金額は番組開始時は30,000円だったが、以後¥50,000→¥53,000→¥53,500→¥53,000と変化している。これについては、番組宣伝担当者によると、収録後のある日スタッフ全員で放送を楽しんで見ていると、さんまから「謝礼を少しずつ上げていったらどうなるか」と言われ、2002年1月29日まで5万円だった金額を翌週から3,000円増額、さらに4週間後には500円上乗せしていった。しかし、さすがに中途半端だという思いがあり53,000円に戻った。要するに楽屋トークから出たジョークが生んだ金額である。賞金に「3」と「5」の数字が使われているのは「さんま」と「御殿」に掛かっているとされる。
2004年春頃に放送された視聴者からの投稿の中に「ブロッコリーをサドルの代わりにした」という投稿があったが、このネタはかつて雑誌に掲載されていたことが発覚した。これ以降、番組のエンドテロップの左隅に「投稿はオリジナルのものに限ります。そうでなかった場合採用されても賞金の発送は致しません」というテロップが出るようになった。これは盗作防止のためであると同時に、オリジナルかつ実際の話でなければ賞金が無効となる事を意味している。
かつて再現VTRのエキストラとして、当時無名だったボビー・オロゴンが出演したことがあり、ボビーが2013年4月6日放送の「メレンゲの気持ち」に出演した際、「ピンクの箱!」内のコーナーにて、日本テレビに残るアーカイブ映像として放送されている。
視聴者のエピソード募集もテーマに沿ったものが常時行われており、2022年現在では、紹介は2本や不定期に3本になっている。
2020年4月からYouTubeの日テレ公式チャンネルにおいて「さんま御殿 再現VTRコレクション」として、この再現ドラマの公式配信が随時実施されている。同チャンネルでは他の動画はコメント機能をオフにしているが、この再現ドラマについてはコメント機能がオンになっている。2020年3月までの放送分については本放送休止日を中心に配信される「再現VTR傑作選」にて一部が配信されている。

### 今週の踊る!ヒット賞
その週の出演者の発言の中で、一番面白かったものを番組が選び、その発言をした出演者に「今週の踊る!ヒット賞」が与えられる。第2回放送からスタートし、田嶋陽子が受賞者第1号となった。番組のラストにその発言のリプレイシーンが流され、この時に限りそのセリフにテロップがつけられる。流れた後は「（受賞した）○○さんには何か□□な物を贈っておきます」とナレーションが流れ、その出演者に記念品が贈呈されるが、どんな物が贈られているのかは番組内では明らかにされていない（ただし、一部の出演者は他番組やブログなどにおいて、贈られてきたものを明かしている）。
記念品は基本的に賞状とセットでの贈呈となっており、賞状の内容は以下の通り。
| ○○様 先日の当番組での大活躍 大変お見事でした。 おかげさまで、当御殿の主、 明石家さんまも 大変な喜びようで前よりも よくしゃべるようになり、 うるさくて仕方ありません。 何はともあれ、 踊るヒット賞として、 『□□』を お送りさせていただきます。 どうか永らくご愛用下さい。 踊る!さんま御殿!! スタッフ一同 |

## 使用曲
オープニングテーマ
トミー・ジェイムス&ザ・ションデルズ「ハンキー・パンキー」
エンディングテーマ
エアロスミス「ウォーク・ディス・ウェイ」
「ひとこと体験談」BGM
ハービー・ハンコック「Rock it」
今週の踊る!ヒット賞
クール・アンド・ザ・ギャング「Celebration（英語版）」

## スタッフ（2025年8月5日時点）
- 構成：大岩賞介／岩立良作、石塚祐介、坂田康子、鈴木遼、横張晋司（鈴木→2025年1月14日 - 、横張→2025年8月5日 - ）
- TM（テクニカルマネージャー）：木村博靖（日本テレビ）
- TD（テクニカルディレクター）：村松明、三井隆裕【週替り】
- TD/CAM：加美山稔【週替り、回によって異なる】
- CAM（カメラマン）：圓谷光記、大庭純平、横田将宏、西阪康史、中村佳央【週替り】
- AUD（オーディオ）：藤岡絵里子【基本毎週】、榊原大輔【不定期】
- VE（ビデオエンジニア）：塩原和益
- 技術：NiTRO[注 19]、ヌーベルバーグ
- ロケ技術：fmt[注 20]
- 照明：下平好実、木村弥史、井口弘一郎、高橋明宏、名取孝昌（木村・高橋・名取→一時離脱►復帰）、KYORITZ【週替り】
- 美術：髙野泰人
- デザイン：道勧英樹
- EED：谷崎健一・江幡果歩（ALL VISION）
- MA（マルチオーディオ）：荒川望（ALL VISION）
- CG：持田学
- TK（タイムキーパー）：山際慎子
- 音効：梅田堅（佳夢音）
- スタイリスト：山下貢理子（さんま担当）
- 制作進行：新谷竜也（2025年4月29日 - 、2021年9月までAD→ディレクター）
- デスク：櫛山照美、田尻明日香（共に2022年7月5日 - ）
- ナレーター：後呂有紗（日本テレビアナウンサー）、鈴木賢
- 衣裳協力：D'URBAN（さんま衣裳）
- 撮影協力：芸能花伝舎
- 協力：吉本興業
- 制作協力：オフィスぼくら、SION[注 21]
- ディレクター：秋元裕（オフィスぼくら、以前はAD）、小曽根雅紀・原彰太（SION）、斉藤芳之、前田智人、大谷俊介、西出凌太朗（日本テレビ）／田中響海、関川舞葉、粂野敬祐、飯塚洋、山口紗季、竹安敦美、小川麻里奈、樋口ひまわり、鈴木侑希、吉田航輝、榊󠄀原弘斗（田中・飯塚→2021年9月までAD、斉藤→一時離脱►復帰）【週替り】
- 演出/ディレクター：中村勇貴（オフィスぼくら、以前はAD→ディレクター）【週替り、回によって異なる】
- 演出：黒川勝功（日本テレビ）、小嶋智仁・大岡慎介・守屋隆広・小出泰寛（オフィスぼくら）、佐々木英敏（SION）（小嶋以外→以前はディレクター）【週替り】
- プロデューサー：宮本誠臣（日本テレビ、2024年6月4日 - 、以前はプロデューサー、2018年6月5日 - 2024年5月21日まで統轄プロデューサー）／小林宏充（オフィスぼくら）、高家宏明（SION）、川口浩也（Office KEEL）、小塩佳宏（SION、以前はディレクター/演出）、本間正幸（オフィスぼくら）、劉雅莎（日本テレビ、2024年12月24日 - ）／小坂道洋・柳祐輔（オフィスぼくら、小坂→2019年6月4日 - 2021年9月21日までAP、以前はディレクター、柳→2021年1月 - 9月21日までAP）、増山志津奈・吉田亜美（SION、増山→2023年4月18日 - 2024年8月20日・2025年1月14日 -、9月 - 12月3日は週替り、吉田→2024年8月27日・10月8日・11月5日は週替り・12月24日 -）
- 総合演出：宮森宏樹（日本テレビ、2020年2月25日 - ）／小川通仁（日本テレビ）、伊藤慎一（SION）
- 総監督：菅賢治（2014年4月15日 - 、2005年5月まではプロデューサー・演出、2005年6月 - 2008年6月はチーフプロデューサー）
- チーフプロデューサー：原司（日本テレビ、11代目、2021年6月1日 - ）
- 製作著作：日テレ（日本テレビ）

### 過去のスタッフ
- ナレーター：松本志のぶ・山本真純・延友陽子・森富美、小林俊夫・堀井真吾
- 構成：安達元一、小野高義、工藤ひろこ、藤沢めぐみ、山田美保子、久保貴義、宇都木彩乃（宇都木→2025年1月14日 - ）
- TM（テクニカルマネージャー）：村上孝一→鈴木康介→伊東聡→古井戸博→佐治佳一→坂東秀明→渡邊勇二→村上正（以上日本テレビ）
- TD（テクニカルディレクター）：村上和正、高梨正利（以前はSW<スイッチャー>）、渡辺滋雄（渡辺→以前はCAM<カメラマン>►一時離脱）、米田博之
- CAM（カメラマン）：山田祐一、村上和正、橋本圭祐、佐原陽平
- 音声→AUD（オーディオ）：鈴木佳一、池田正義、中島晴之、上野優、三石敏生、浅野晴紀
- 照明：山本智浩、野村博幸、阿部権治、蜂谷道雄、安井雅子、小笠原雅登、渡辺一成、浅見俊一、谷田部恵美、内藤晋、加藤恵介、山内圭、鈴木道隆、粂野高央、市川朋樹、仲野貴信、村上洋平、池長正宏
- 美術：高野豊、鈴木喜勝、松崎純一（松崎→以前はデザイン）、三浦昭彦、上條宏美
- デザイン：乾友一郎
- 編集→EED：島根幸宏、佐々木基次、尾崎博樹、加藤澄人、涌井真史・福川孝太朗・平田竜馬・斉藤芳之・小峰知恵理・木谷瑞・石井康裕・小島起彦・稲葉香・宮下樹里（ALL VISION）、千田稔（NTVV）
- MA（マルチオーディオ）：入江克彰・石井康博（NiTRo（旧NTVV））、本橋純一（ALL VISION）
- 小道具：小澤信也
- CG：メメックス、MIL、ユーブイエヌ
- PR（広報）：向笠啓祐→小串（佐々木）理江→西端薫→河本香織→明比雪（以上日本テレビ）
- リサーチ：アーキテクト
- TK（タイムキーパー）：井崎綾子
- 音効：佐藤僖純、寺尾崇、山本千秋（佳夢音）
- スタイリスト：矢野悦子（さんま担当）
- スーパーバイザー：吉川圭三（2010年2月23日 - 2014年、1997年10月28日 - 2006年6月、2009年7月7日 - 2010年2月16日は企画監修）
- AP：小林香央莉（2016年5月 - 2020年4月）・後藤めぐみ（2020年5月 - 11月10日）（以上SION）、小笹美恵（2020年11月17日 - 2021年5月）
- AD：増永光飛、猪木雪菜（猪木→SION、2020年12月29日 - ）
- VTR演出：斎藤政憲（日本テレビ、以前はディレクター）
- ディレクター：三浦伸介・福士睦・清水星人・上利竜太・栗原甚・新井秀和・南波昌人・森山琢哉・奥陽介・細川恵里・大井章生（以上日本テレビ）、浜田和宏（オフィスぼくら）、藤村利晴、原経巌、宮川純一、岩本雅直・新井一平（以上SION）、鈴木麻美、畑村陽平、安池薫、関根崇、栗栖政文、渡邊志保、辻直記、小林穂波、矢野昭彦、西田周平、元脇嵩譲（SION）、三村美絵（オフィスぼくら、以前はAD）、呉俊鐸/山本圭一、青山雅、山田拓海（SION）、落合亜寿嘉、土井皓太・増井健太郎（SION）、柏木美愉子（青山・山田・落合・土井・増井・柏木→2021年9月までAD）、矢野皓太郎、磯邉文乃、井澤南沙、亀川穂華、恩田和彩
- ディレクター/演出：師岡靖成
- 演出/VTR演出：大友有一（日本テレビ、以前はディレクター）
- 演出：大沼朗裕（2014年12月30日のみプロデューサー）・小林正典・内田秀実・水嶋陽（以上日本テレビ、田口以外→以前はディレクター）、田口マサキ（アンメック）
- プロデューサー：北澤毅・北條伸樹・上田崇博・田中俊光（以上日本テレビ、上田→2021年12月28日 - 2023年5月、田中→2023年6月6日 - 2024年5月21日）、所俊輔/山本怜奈（山本→2021年6月1日 - 9月21日までAP）、兒玉佳純（SION、2022年4月26日 - 2024年12月24日）
- チーフプロデューサー：桜田和之（初代）[注 22]→安岡喜郎（2代目）[注 23]→菅賢治（3代目）[注 24]→大野彰作（4代目・6代目）[注 25]→竹内尊実（5代目）[注 26]→福田博之（7代目）[注 27]→森實陽三（8代目）[注 28]→横田崇（9代目）[注 29]→東井文太（10代目）[注 30]

## ネット局と放送日時
| 放送対象地域   | 放送局                    | 系列                          | 放送日時           | ネット状況 | 備考      |
| -------------- | ------------------------- | ----------------------------- | ------------------ | ---------- | --------- |
| 関東広域圏     | 日本テレビ（NTV）         | 日本テレビ系列                | 火曜 20:00 - 21:00 | 制作局     | 制作局    |
| 北海道         | 札幌テレビ（STV）         | 日本テレビ系列                | 火曜 20:00 - 21:00 | 同時ネット |           |
| 青森県         | 青森放送（RAB）           | 日本テレビ系列                | 火曜 20:00 - 21:00 | 同時ネット |           |
| 岩手県         | テレビ岩手（TVI）         | 日本テレビ系列                | 火曜 20:00 - 21:00 | 同時ネット |           |
| 宮城県         | ミヤギテレビ（MMT）       | 日本テレビ系列                | 火曜 20:00 - 21:00 | 同時ネット |           |
| 秋田県         | 秋田放送（ABS）           | 日本テレビ系列                | 火曜 20:00 - 21:00 | 同時ネット |           |
| 山形県         | 山形放送（YBC）           | 日本テレビ系列                | 火曜 20:00 - 21:00 | 同時ネット |           |
| 福島県         | 福島中央テレビ（FCT）     | 日本テレビ系列                | 火曜 20:00 - 21:00 | 同時ネット |           |
| 山梨県         | 山梨放送（YBS）           | 日本テレビ系列                | 火曜 20:00 - 21:00 | 同時ネット |           |
| 新潟県         | テレビ新潟（TeNY）        | 日本テレビ系列                | 火曜 20:00 - 21:00 | 同時ネット |           |
| 長野県         | テレビ信州（TSB）         | 日本テレビ系列                | 火曜 20:00 - 21:00 | 同時ネット |           |
| 静岡県         | 静岡第一テレビ（SDT）     | 日本テレビ系列                | 火曜 20:00 - 21:00 | 同時ネット |           |
| 富山県         | 北日本放送（KNB）         | 日本テレビ系列                | 火曜 20:00 - 21:00 | 同時ネット |           |
| 石川県         | テレビ金沢（KTK）         | 日本テレビ系列                | 火曜 20:00 - 21:00 | 同時ネット |           |
| 福井県         | 福井放送（FBC）           | 日本テレビ系列                | 火曜 20:00 - 21:00 | 同時ネット |           |
| 中京広域圏     | 中京テレビ（CTV）         | 日本テレビ系列                | 火曜 20:00 - 21:00 | 同時ネット |           |
| 近畿広域圏     | 読売テレビ（ytv）         | 日本テレビ系列                | 火曜 20:00 - 21:00 | 同時ネット |           |
| 鳥取県・島根県 | 日本海テレビ（NKT）       | 日本テレビ系列                | 火曜 20:00 - 21:00 | 同時ネット |           |
| 広島県         | 広島テレビ（HTV）         | 日本テレビ系列                | 火曜 20:00 - 21:00 | 同時ネット |           |
| 山口県         | 山口放送（KRY）           | 日本テレビ系列                | 火曜 20:00 - 21:00 | 同時ネット |           |
| 徳島県         | 四国放送（JRT）           | 日本テレビ系列                | 火曜 20:00 - 21:00 | 同時ネット |           |
| 香川県・岡山県 | 西日本放送（RNC）         | 日本テレビ系列                | 火曜 20:00 - 21:00 | 同時ネット |           |
| 愛媛県         | 南海放送（RNB）           | 日本テレビ系列                | 火曜 20:00 - 21:00 | 同時ネット |           |
| 高知県         | 高知放送（RKC）           | 日本テレビ系列                | 火曜 20:00 - 21:00 | 同時ネット |           |
| 福岡県         | 福岡放送（FBS）           | 日本テレビ系列                | 火曜 20:00 - 21:00 | 同時ネット |           |
| 長崎県         | 長崎国際テレビ（NIB）     | 日本テレビ系列                | 火曜 20:00 - 21:00 | 同時ネット |           |
| 熊本県         | くまもと県民テレビ（KKT） | 日本テレビ系列                | 火曜 20:00 - 21:00 | 同時ネット |           |
| 鹿児島県       | 鹿児島読売テレビ（KYT）   | 日本テレビ系列                | 火曜 20:00 - 21:00 | 同時ネット |           |
| 大分県         | テレビ大分（TOS）         | 日本テレビ系列 フジテレビ系列 | 日曜 13:55 - 14:55 | 遅れネット | [ 注 32 ] |
| 沖縄県         | 沖縄テレビ（OTV）         | フジテレビ系列                | 土曜 13:00 - 14:00 | 遅れネット | [ 注 33 ] |
| 沖縄県         | 宮古テレビ（MTV）         | ケーブルテレビ                | 木曜 20:00 - 21:00 | 遅れネット | [ 注 34 ] |

### 過去のネット局
- テレビ宮崎（UMK） - 火曜 14:45 - 15:45に放送していたが、2024年9月をもって打ち切り。

### 放送時間の変遷
| 期間    | 期間   | 放送時間（JST）            |
| ------- | ------ | -------------------------- |
| 1997.10 | 1998.9 | 火曜 20:00 - 20:54（54分） |
| 1998.10 | 2009.9 | 火曜 19:58 - 20:54（56分） |
| 2009.10 | 2022.3 | 火曜 19:56 - 20:54（58分） |
| 2022.4  | 現在   | 火曜 20:00 - 21:00（60分） |

## パロディ
- アイカツ! - ちゃお（小学館）2015年10月号掲載のもちうさぎ版第6話で当番組のパロディ『踊る!まぐろ御殿!!』を行っていた。
- 欅って、書けない?（テレビ東京） - 欅坂46のエピソードトークを鍛えるために、原口あきまさがさんま役でMCのコーナー。『疑似!さんま御殿‼︎』を行なっていた。欅坂メンバーも本家に出演している。
- THE TIME,（TBS） - 番組内の7時台ワンコーナー『バズったワードデイリーランキング』2023年9月6日（水曜日）放送分第8位「居酒屋のBGM」で、本番組のお題タイトル紹介のパロディを行った。
- 日向坂で会いましょう（テレビ東京）- 2021年2月1日・8日放送の「メンバーの素顔をもっと知りたい！これが私のマイルール」で本番組のひとこと体験談をオマージュしたVTRコーナーが放送された。日向坂メンバーも本家に出演している。